# الدوري الإنجليزي لكرة القدم 1996–97
الدوري الإنجليزي لكرة القدم 1996–97 (بالإنجليزية: 1996–97 Football League)‏ هو موسم من دوري كرة القدم الإنجليزي. فاز فيه بولتون واندررز.